# Restinga (bostype)

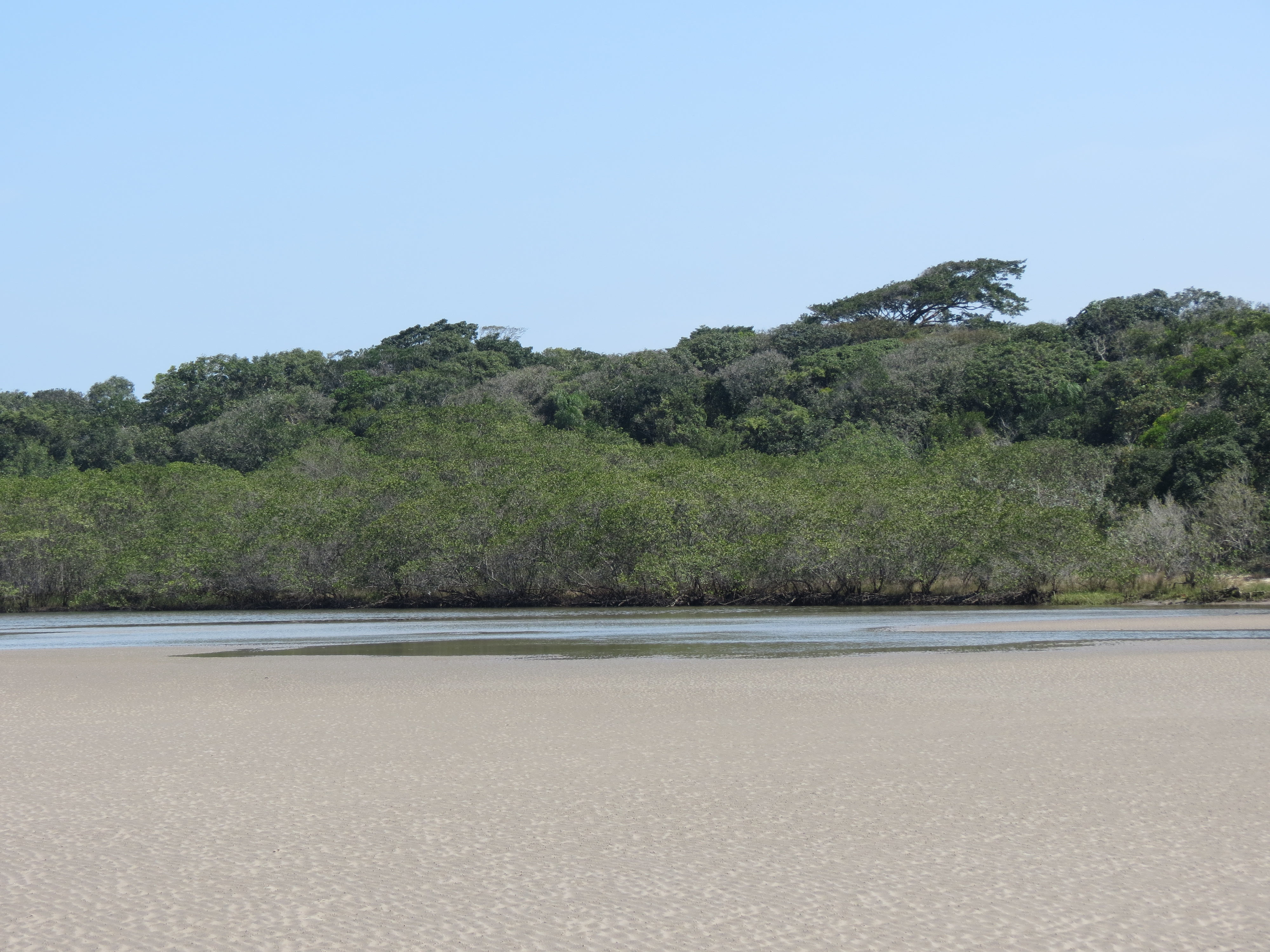
Habitattype Restinga in de Braziliaanse deelstaat São Paulo.

Restinga is een type habitat dat bestaat uit tropisch loofbos op schoorwallen die voorkomen in het oosten van Brazilië.
Het habitattype Restinga ontstaat op zandige, zure en voedselarme bodems en de vegetatie wordt gekenmerkt door bomen van middelgroot formaat en struikgewas dat is aangepast aan droge omstandigheden met weinig voedingszouten in de bodem.
Een van de bekendste restingas is de Restinga da Marambaia (in Rio de Janeiro), die in bezit is van de Braziliaanse landmacht.